# Campeonato Mundial de Triatlón de 2009
El XXI Campeonato Mundial de Triatlón fue una competición organizada por la Unión Internacional de Triatlón (ITU). Por primera vez, el campeonato consistió en una serie de ocho pruebas, que culminó con una Gran Final celebrada en la localidad de Gold Coast (Australia) entre el 12 y el 13 de septiembre de 2009.
En la Gran Final, los 1,5 km de natación se efectuaron en la albufera conocida como Southport Broadwater, los 40 km de bicicleta y los 10 km de carrera se desarrollaron en un circuito urbano de la ciudad australiana. 

## Etapas
| Fecha                 | Lugar                              | Tipo       |
| --------------------- | ---------------------------------- | ---------- |
| 2 – 3 de mayo         | Tongyeong ( Corea del Sur)         | Estándar   |
| 31 de mayo            | Madrid ( España)                   | Estándar   |
| 21 de junio           | Washington D. C. ( Estados Unidos) | Estándar   |
| 11 – 12 de julio      | Kitzbühel ( Austria)               | Estándar   |
| 25 – 26 de julio      | Hamburgo ( Alemania)               | Estándar   |
| 15 – 16 de agosto     | Londres ( Reino Unido)             | Estándar   |
| 22 – 23 de agosto     | Yokohama ( Japón)                  | Estándar   |
| 12 – 13 de septiembre | Gold Coast ( Australia)            | Gran Final |

## Resultados

### Medallistas
| Evento            | Oro                                      | Plata                                   | Bronce                                 |
| ----------------- | ---------------------------------------- | --------------------------------------- | -------------------------------------- |
| Masculino (13.09) | Alistair Brownlee Reino Unido 4.400 pts. | Javier Gómez Noya · España · 3.959 pts. | Maik Petzold · Alemania · 3.442 pts.   |
| Femenino (12.09)  | Emma Moffatt Australia 4.340 pts.        | Lisa Nordén · Suecia · 4.130 pts.       | Andrea Hewitt Nueva Zelanda 3.462 pts. |

### Masculino
| Evento           | Oro                             | Plata                       | Bronce                      |
| ---------------- | ------------------------------- | --------------------------- | --------------------------- |
| Tongyeong        | Bevan Docherty Nueva Zelanda    | Brad Kahlefeldt Australia   | Dmitri Polianski · Rusia    |
| Madrid           | Alistair Brownlee Reino Unido   | Courtney Atkinson Australia | Javier Gómez Noya · España  |
| Washington D. C. | Alistair Brownlee Reino Unido   | Javier Gómez Noya · España  | Maik Petzold · Alemania     |
| Kitzbühel        | Alistair Brownlee Reino Unido   | Javier Gómez Noya · España  | Laurent Vidal Francia       |
| Hamburgo         | Jarrod Shoemaker Estados Unidos | Brad Kahlefeldt Australia   | Alexandr Briujankov · Rusia |
| Londres          | Alistair Brownlee Reino Unido   | Steffen Justus · Alemania   | Kris Gemmell Nueva Zelanda  |
| Yokohama         | Jan Frodeno · Alemania          | Kris Gemmell Nueva Zelanda  | Javier Gómez Noya · España  |
| Gold Coast       | Alistair Brownlee Reino Unido   | Javier Gómez Noya · España  | Jan Frodeno · Alemania      |

### Femenino
| Evento           | Oro                         | Plata                       | Bronce                      |
| ---------------- | --------------------------- | --------------------------- | --------------------------- |
| Tongyeong        | Emma Snowsill Australia     | Emma Moffatt Australia      | Juri Ide Japón              |
| Madrid           | Andrea Hewitt Nueva Zelanda | Lisa Nordén · Suecia        | Jessica Harrison Francia    |
| Washington D. C. | Emma Moffatt Australia      | Emma Snowsill Australia     | Daniela Ryf · Suiza         |
| Kitzbühel        | Emma Moffatt Australia      | Nicola Spirig · Suiza       | Andrea Hewitt Nueva Zelanda |
| Hamburgo         | Emma Moffatt Australia      | Lisa Nordén · Suecia        | Daniela Ryf · Suiza         |
| Londres          | Nicola Spirig · Suiza       | Lisa Nordén · Suecia        | Helen Jenkins Reino Unido   |
| Yokohama         | Lisa Nordén · Suecia        | Andrea Hewitt Nueva Zelanda | Juri Ide Japón              |
| Gold Coast       | Emma Moffatt Australia      | Lisa Nordén · Suecia        | Helen Jenkins Reino Unido   |

## Medallero
| Núm. | País          | Oro | Plata | Bronce | Total |
| ---- | ------------- | --- | ----- | ------ | ----- |
| 1    | Australia     | 1   | 0     | 0      | 1     |
| 1    | Reino Unido   | 1   | 0     | 0      | 1     |
| 3    | España        | 0   | 1     | 0      | 1     |
| 3    | Suecia        | 0   | 1     | 0      | 1     |
| 5    | Alemania      | 0   | 0     | 1      | 1     |
| 5    | Nueva Zelanda | 0   | 0     | 1      | 1     |
|      | TOTAL         | 2   | 2     | 2      | 6     |